# Ентоні Джексон-Гемел
Ентоні Джексон-Гемел (англ. Anthony Jackson-Hamel, нар. 3 серпня 1993, Квебек) — канадський футболіст, нападник клубу «Монреаль Імпакт» та національної збірної Канади.

## Клубна кар'єра
Народився 3 серпня 1993 року в місті Квебек. Вихованець юнацьких команд клубу «Монреаль Імпакт». На початку виступав за «Монреаль Імпакт U23» в Premier Development League, де забив 4 голи в 6 матчах. Після цього 1 серпня 2014 року він підписав свій перший професійний контракт з «Монреаль Імпакт». 
2 серпня 2014 року в матчі проти «Торонто» він дебютував у MLS, замінивши у другому таймі Джека Макінерні. У тому ж році Ентоні допоміг команді виграти чемпіонат Канади. 
У 2015 і 2016 роках Джексон-Гемел паралельно виступав за фарм-клуб команди «Монреаль» в USL. 12 березня 2016 року в поєдинку проти «Нью-Йорк Ред Буллз» він забив свій перший гол за «Монреаль Імпакт». Наразі встиг відіграти за команду з Монреаля 26 матчів в національному чемпіонаті. Наприкінці сезону 2020 року Джексон-Гамель буде звільнений "Імпакт", завершивши свій час у клубі після семи сезонів.

## Виступи за збірні
У 2013 році Джексон-Гемел виступав за молодіжну збірну Канади на молодіжному чемпіонаті КОНКАКАФ у Мексиці. На турнірі він зіграв у матчах проти збірних Куби та Нікарагуа.
6 жовтня 2016 року дебютував в офіційних іграх у складі національної збірної Канади в товариському матчі проти збірної Мавританії, замінивши у другому таймі Маркуса Габера.. 
Наступного року у складі збірної був учасником розіграшу Золотого кубка КОНКАКАФ 2017 року у США.
Наразі провів у формі головної команди країни 6 матчів, забивши 2 голи.

## Досягнення
- Чемпіон Канади: 2014